# Ronald Freytag

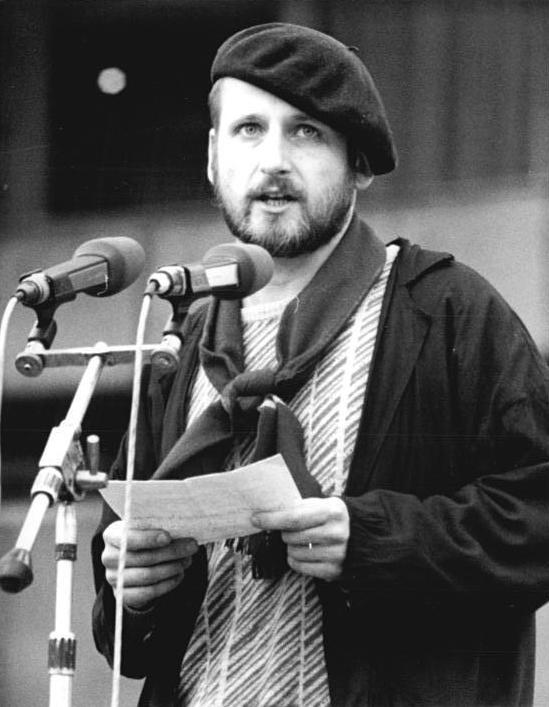
Ronald Freytag sprach am 4. November 1989 auf der Alexanderplatz-Demonstration

Ronald Freytag (* 11. September 1959 in Sondershausen) ist ein deutscher Psychologe.

## Leben und Wirken
Freytag studierte von 1986 bis 1991 Psychologie an der Humboldt-Universität zu Berlin, wo er Mitbegründer des Studentenrats wurde. Am 4. November 1989 gehörte er zu den Rednern der Alexanderplatz-Demonstration. Nach der Wende schloss er sein Studium als Diplom-Psychologe ab. Von 1995 bis 1999 war er wissenschaftlicher Mitarbeiter am Institut für Familien-, Kindheits- und Jugendforschung an der Universität Potsdam. Von 1996 bis 1999 absolvierte er zudem den Promotionsstudiengang Psychologie an der Universität Osnabrück, den er mit der Promotion zum Doktor der Naturwissenschaften (Dr. rer. nat.) abschloss.
Als Abteilungsleiter Zielgruppenmarktforschung war er von 1999 bis 2002 am Institut Concentra Marktforschung & Beratung in Nürnberg beschäftigt. Nach einem Aufbaustudium in Principles of Marketing Research von 2002 bis 2003 an der University of Georgia in Athens, Georgia, arbeitete er von 2003 bis 2009 in verschiedenen Positionen bei der Deutschen Post. Von 2010 bis 2011 war er Professor für Markt- und Werbepsychologie an der Fachhochschule für angewandtes Management in Erding. Seit Oktober 2011 ist er Kanzler und Professor für Medien- und Wirtschaftspsychologie an der Hochschule für Medien, Kommunikation und Wirtschaft, heute Media University of Applied Sciences, in Berlin, Köln und Frankfurt/Main, seit August 2020 auch Geschäftsführer der HMKW GmbH.

## Veröffentlichungen
- Malte Sieber und Ronald Freytag: Kinder des Systems. DDR-Studenten vor, im und nach dem Herbst ’89. Morgenbuch, Berlin 1993, ISBN 3-371-00363-9
- Ronald Freytag und Dietmar Sturzbecher: Die zweite Entdeckung Amerikas. Einstellungen ostdeutscher Jugendlicher zu den USA (= Ergebnisse der Jugend- und Sozialisationsforschung, Band 4). Verlag für Berlin-Brandenburg, Potsdam 1998, ISBN 3-932981-10-3
- Ronald Freytag: Streß und Streßregulation im Kleinkindalter. Wie reagieren einjährige Kinder auf die Krippeneingewöhnung? (= Ergebnisse der Jugend- und Sozialisationsforschung, Band 5). Verlag für Berlin-Brandenburg, Potsdam 2000, ISBN 3-932981-60-X, zugleich: Dissertation, Universität Osnabrück
- Dietmar Sturzbecher und Ronald Freytag: Antisemitismus unter Jugendlichen. Fakten, Erklärungen, Unterrichtsbausteine. Hogrefe, Göttingen 2000, ISBN 3-8017-1169-2
- Dietmar Sturzbecher und Ronald Freytag: Familien- und Kindergarten-Interaktionstest (FIT-KIT). Handanweisung. Hogrefe Verlag für Psychologie, Göttingen [u. a.] 2000 (Rezension)